# Abierto GNP Seguros 2022
Die Abierto GNP Seguros 2022 waren ein Tennisturnier der WTA Tour 2022 für Damen und ein Tennisturnier der ATP Challenger Tour 2022 für Herren in Monterrey. Das Damenturnier der WTA fand vom 28. Februar bis 6. März 2022, das Herrenturnier der ATP vom 7. bis 12. März statt.

## Damenturnier
→ Qualifikation: Abierto GNP Seguros 2022/Damen/Qualifikation